# Геров, Найден
Найден Геров Хаджиберович — болгарский писатель, лингвист, фольклорист, общественный деятель и основатель одного из первых классных училищ в Болгарии. Автор «Словаря болгарского языка с толкованием на болгарском и русском» (1895—1904).

## Биография
Родился 23 февраля 1823 года в Копривщице. Сын келейного учителя Геро Добровича-Мушека (1775—1864), прообраз каравелловского Хаджи Генчо из повести «Болгары старины». Его сестра Ивана Хаджигерова стала первой учительницей в Копривщице.
Найден Геров учился в келейной школе своего отца, в греческой школе в Пловдиве в 1834—1836 годах, снова в Копривщице в 1836 году — у Неофита Рильского.
По настоянию Неофита Рильского в 1839 году он уехал в Одессу, где в 1845 году окончил Ришельевский лицей. В то время он опубликовал «Несколько слов о переводе математической географии» (1842) и «Основы христианского учения» (1843), а также поэму «Стоян и Рада» (1845).
Приняв российское подданство, Найден Геров вернулся в Копривщицу и в 1846—1850 годах был учителем в открывшейся им двухклассной школе. По его инициативе школа была названа в честь Святых Кирилла и Мефодия. По инициативе Найдена Герова впервые 11 мая 1851 года в Епархиальном училище «Святителей Кирилла и Мефодия» в Пловдиве организован праздник святых братьев Кирилла и Мефодия — создателей славянской письменности. В 1857 году этот праздник стали регулярно отмечать в Пловдиве, Стамбуле, Шумене и Ломе.
Найден Геров принимал активное участие в борьбе с фанариотским духовенством. Публиковал статьи в периодической печати в защиту национальных интересов Болгарии. Во время Крымской войны 1853—1856 годов поддерживал национально-освободительное движение и вел просветительскую работу. В 1854 году издал на русском языке в Одессе сборник «Письма из Болгарии».

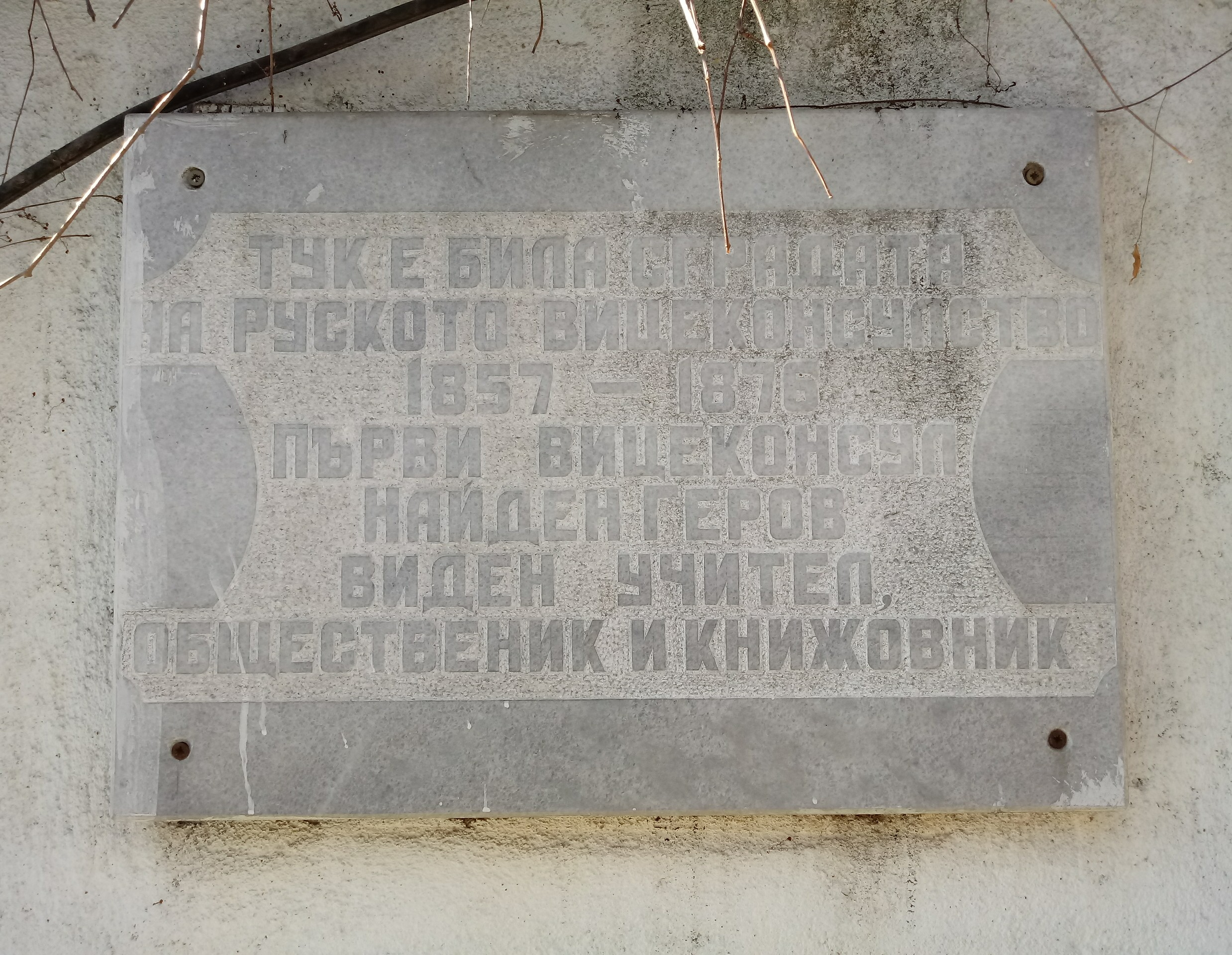
Мемориальная доска Найдену Герову в Старом городе Пловдива

Найден Геров был назначен вице-консулом России в Пловдиве в 1857 году, что дало ему больше свободы для продолжения образовательной деятельности. В последующие годы он неоднократно выражал неодобрение национально-революционному движению, резко критиковал Георгия Раковского и перевод отрядов из Валахии, называл Васила Левского иностранным шпионом. Во время Апрельского восстания 1876 года выступил на стороне болгарского народа.
Был женат на Марии Пулиевой, их дочь, Рада, была женой Теодора Теодорова.
Скончался в Пловдиве 9 октября 1900 года в возрасте 77 лет.

## Творчество
После 50 лет сбора материалов, в 1895 году Найден Геров издал первый том «Словаря болгарского языка с толкованием на болгарском и на русском. Собрал, упорядочил и выпустил в свет Найден Геров». Два года спустя, в 1897 году, был опубликован второй том. Уже будучи тяжело больным Найден Геров издал третий том в 1899 году. Четвёртый (1901) и пятый (1904) тома увидели свет после его смерти. Дело продолжил его племянник Тодор Панчев. Он опубликовал в 1908 году «Приложение к болгарскому словарю Н. Герова. Собрал, упорядочил и интерпретировал Тодор Панчев».
Современный литературовед профессор Владимир Янев напоминает, что шесть томов словаря содержат около 80 000 болгарских слов: «Подсчитано, что для иллюстрирования их значений было использовано около 26 400 предложений из народного языка, около 5000 отрывков из народных песен, более 4000 фразеологических и идиоматических оборотов, около 15 500 пословиц, поговорок, загадок, клятв, которые пронесли через века образ жизни и психологию болгар».

## Примечания

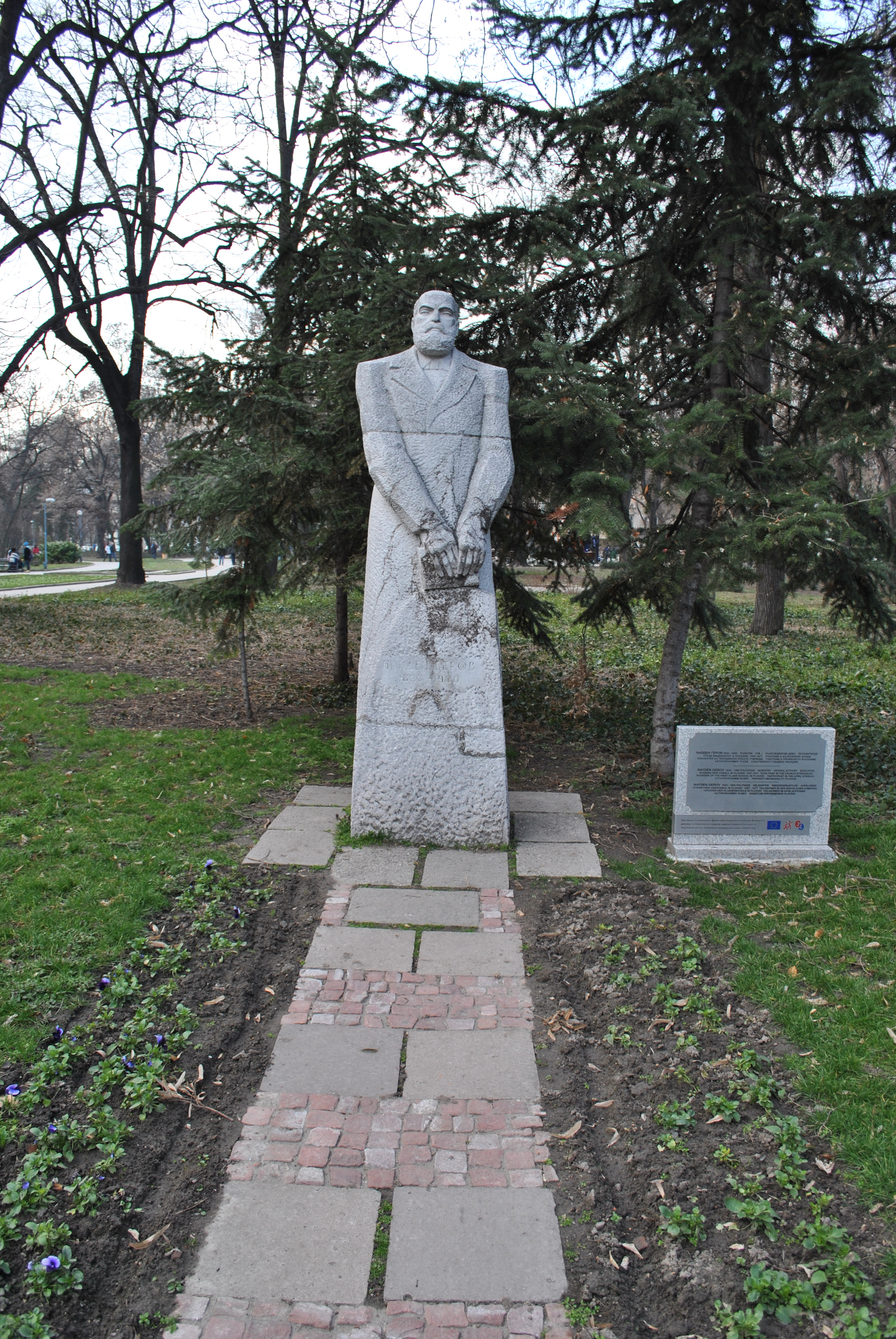
Памятник Герову в Пловдиве

Место рождения Найдена Герова